# (8528) 1992 SC24
A (8528) 1992 SC24 a Naprendszer kisbolygóövében található aszteroida. Henry E. Holt fedezte fel 1992. szeptember 29-én.